# Czuandongocelur
Czuandongocelur (Chuandongocoelurus primitivus) – niewielki dinozaur z grupy teropodów (Theropoda).
Żył w epoce środkowej jury (ok. 165-161 mln lat temu) na terenach wschodniej Azji. Długość ciała ok. 2,4 m, wysokość ok. 70 cm, masa ok. 12 kg. Jego szczątki znaleziono w Chinach (w prowincji Syczuan), w skałach formacji Shaximiao.
Opisany na podstawie kręgów grzbietowych, ogonowych, miednicy oraz kości kończyn.